# Skådalen
Skådalen - naziemna stacja metra w Oslo położona na trasie linii Holmenkollen (linia 1) znajduje się między stacjami Midtstuen a Vettakollen na osiedlu Skådalen w dzielnicy Vestre Aker. Stacje otwarto dnia 31 maja 1898 na trasie ówczesnej linii tramwajowej do Besserud.